# Atopsyche batesi
Atopsyche batesi là một loài Trichoptera trong họ Hydrobiosidae. Chúng phân bố ở vùng Tân nhiệt đới.